# 讃美歌 (1954年版)
『讃美歌』（さんびか）は、 日本基督教団讃美歌委員会が1954年（昭和29年）に発行した讃美歌集である。他の版と区別するため、専ら讃美歌（1954年版）とも呼ばれる。
戦後の情勢変化に伴う教界の要求に応えるため、日本基督教団讃美歌委員会は1949年（昭和24年）夏から讚美歌（1931年版）改訂の準備にかかり、1951年（昭和26年）4月には由木康を委員長とする改訂委員会を組織し本格的な改訂作業を始めた。委員は由木康のほか、歌詞担当の委員に斎藤勇、豊田実、大石繁治、山北多喜彦、三井勇並びに笹淵友一、音楽担当の委員に鳥居忠五郎、岡本敏明、小泉功、奥田耕天、三宅洋一郎並びに松田孝一、それにチャールズ・ウィラー・アイグルハート及びハワード・ダンロップ・ハナフォードの15名である。約3年間の作業を経て、1954年（昭和29年）12月に出版した。
讃美歌集として初めて左開き、詞は横組みとした。会衆の礼拝用にしぼった編集方針であるとしたが、戦前版の選曲から大きな変化はなく、明治版の基調が残っている。口語化は口語が未だ未熟であるとの理由から採用しなかったが、仮名遣いは「現代かなづかい」に準拠した。漢字については、歌詞に割ける文字数の制約から、当用漢字表外の字も用いた。
収録した歌曲は、讚美歌（1931年版）の四分の一が削除され、新たに約120篇が加えられた。その結果、全体の歌詞はギリシャ語からのものが7、ラテン語からのものが26、ドイツ語からのものが57、フランス語からのものが6、デンマーク語からのものが5、英語からのものが361、中国語からのものが4、日本語のものが76となった。曲番は567番までついているが、37番、87番、260番、272番、273番、549番、550番、551番、552番、553番及び554番には, 同一歌詞に二つの別の曲が付いてい、587番は8つの別々のアーメン唱からなるため、総数は585篇となる。曲は45曲が重複しており、差し引くと543曲となる。そのうち日本人が作曲した曲は20篇であった。曲の最後に付く「アーメン」については、讚美歌（1931年版）を踏襲し全篇に付されている。
1967年（昭和42年）に新作や海外・他教派の讃美歌から選んだ曲を収録する『讃美歌第二編』を、1976年（昭和51年）には『ともにうたおう』を出版した。『ともにうたおう』は「第三編」とも呼ばれ、第一編と第二編、もしくはそれに第三編も加えた合冊版も刊行した。
- 『讃美歌』日本基督教団出版部、東京、1954年12月1日。ISBN 4-8184-3001-3。OCLC 31851327。
- 『讃美歌第二編』日本基督教団出版局、東京、1967年11月19日。ISBN 4-8184-3007-2。 NCID BA77726578。
- 『ともにうたおう』日本基督教団出版局、東京、1976年12月10日。ISBN 4-8184-3010-2。 NCID BN09363632。全国書誌番号:98009752。

## 記事
日本バプテスト連盟は、積極的に用いてきた福音唱歌が本書で「雑」の項目に入れられたことを受けて、独自に歌集を編纂することを決め、1958年（昭和33年）から 1984年（昭和59年）にかけて4冊の『新生讃美歌』（小歌集）を発行した。
初版は、5番、26番、144番、265番、412番及び428番に誤植があり、重版の際に訂正した。
1985年（昭和60年）1月に、お知らせ「クリスマスの讃美歌の中にある不快語の読み替えについて」を発表した。1988年（昭和63年）12月には、別紙「讃美歌における不快語の読み替えについて」の挟み込みあるいは巻末への貼り込みを始めた。2016年（平成28年）からは不快語読み替え訂正を、『讃美歌』のA6判が505版、B6判が242版、『讃美歌』第二編付（合本）のA6判が255版、B6判が33版、A5判が12版、『讃美歌』第二/三編付（三編合本）のA6判135版、B6判17版から反映した。
2017年（平成29年）8月1日に価格の改定を発表した。いずれも本体価格で、同年10月より『讃美歌』のA6判・クロス装が1,400円から1,700円に、A5判・クロス装及びA5判・ソフトカバーが5,200円から8,000円に、『讃美歌』第二編付（合本）のA6判・クロス装が2,400円から2,600円に、2018年（平成30年）3月以降に予定される重版より『讃美歌』のB6判・クロス装が2,800円から3,200円に、『讃美歌』第二編付（合本）のB6判・クロス装が3,800円から4,600円に、『讃美歌』第二/三編付（三編合本）のB6判・クロス装が4,200円から5,200円となる。2023年（令和5年）2月14日にも価格の改定を発表した。いずれもA6判・クロス装で本体価格が、『讃美歌』は516版より1,700円から1,900円、『讃美歌』第二編付（合本）は266版より2,600円から2,800円、『讃美歌』第二/三編付（三編合本）は143版より3,000円から3,200円となった。

## 収録曲
礼拝
- 001 神のちからを - 斎藤勇/訳[21]
- 002 いざやともに（こえうちあげて）
- 003 あめつちの御神をば
- 004 よろずのくにびと
- 005 こよなくかしこし
- 006 われら主をたたえまし - 豊田実/訳[21]
- 007 主のみいつとみさかえとを - 村岡花子/訳[21]
- 008 きよきみつかいよ
- 009 ちからの主を - 中山晶樹/訳[21]
- 010 わがたまたたえよ（主なるかみを）- 比屋根安定/訳[21]
- 011 あめつちにまさる
- 012 めぐみゆたけき主を - 中山晶樹/訳[21]
- 013 こころのよろこび - 江原綱一/訳[21]
- 014 わがたまさめて（ほめたたえよ）- 鈴木正久/訳[21]
- 015 われらのみかみは
- 016 いときよきみかみよ - 中山晶樹/訳[21]
- 017 空はほがらに
- 018 せいなる御神は - 由木康/詞[22]
- 019 みこえきくとて - 江原綱一/訳[21]
- 020 主をほめよ、わがこころ - 江原綱一/訳[21]
- 021 あさ日のごとくに - 丹忠/訳[21]
- 022 めさめよ、わがたま（あさ日にともない）
- 023 くるあさごとに
- 024 父のかみよ、夜は去りて - 中山晶樹/訳[21]
- 025 夜を守る月に
- 026 こころを傾け - 江原綱一/訳[21]
- 027 とこ世につきせぬ
- 028 わが霊、たたえよ（大地はひかりに）- 織田やす/訳[21]
- 029 ほのぼの昇るあさ日に
- 030 あさかぜしずかにふきて - 由木康/訳[22]
- 031 わがみかみよ
- 032 あしたにゆうべに - 由木康/訳[22]
- 033 日ごとのつとめを - 中山晶樹/訳[21]
- 034 いのちのたびじは - 松崎功/訳[21]
- 035 とこしえの父より - 由木康/訳[22]
- 036 この日の恵みを
- 037A ゆう日はしずみぬ - 中山晶樹/訳[21]
- 037B ゆう日はしずみぬ - 中山晶樹/訳[21]，小泉功/編[23]
- 038 わが霊のひかり
- 039 日くれて四方はくらく
- 040 今日のひと日も - 小出正吾/訳[21]
- 041 草木も人も - 由木康/訳[22]
- 042 みちからの日はかくれて
- 043 みかみのたまいし（このひもくれけり）
- 044 日かげも沈みて - 山北多喜彦/訳[21]
- 045 夕日のなごりは
- 046 山の端に日は落ちて - 小泉功/編[23]
- 047 言い知れぬおもい - 別所梅之助/訳[21]
- 048 しずけきゆうべの - アルバート・アーノルド・ベネット/詞[5]
- 049 ゆう日落ちて
- 050 黄昏ややに
- 051 日かげしずかに
- 052 主のさかえに
- 053 さかえあるいこいの日よ - 小塩力・由木康/訳[21]
- 054 よろこびの日よ - 由木康/訳[22]
- 055 今日はひかりを
- 056 七日のたび路
- 057 みさかえこよなき
- 058 かみよ、みまえに
- 059 かみのめぐみ - 松山高吉/詞，大中寅二/曲[23]
- 060 いずこにみたみの
- 061 かがやくみとのよ
- 062 主イエスのみいつと
- 063 いざやともよ
- 064 みかみよ、めぐみを - 松山高吉/訳[21]
- 065 みとのをいま去るとて

神
- 066 聖なる、聖なる
- 067 よろずのもの
- 068 父なる御神に - 大畠潔/訳[21]
- 069 さかえに輝く（み殿のうちに）
- 070 父、み子、み霊の（ひかりの主よ） - 中山晶樹/訳[21]
- 071 つくりぬしよ - 大石繁治/詞，岡本敏明/曲[23]
- 072 われ信ず、三つなる - 豊田実/訳[21]
- 073 くすしきかみ - 由木康/訳[22]
- 074 涯しも知られぬ（あまつ海原を）
- 075 ものみなこぞりて - 中山晶樹/訳[21]
- 076 ほめまつれ御神をば - 織田やす/訳[21]
- 077 み神はちからの
- 078 いときよし - 由木康/訳[22]
- 079 ほめたたえよ、つくりぬしを - 織田やす/訳[21]
- 080 わが主の御業は - 由木康/訳[22]
- 081 めぐみのひかりに
- 082 ひろしともひろし
- 083 めぐみのひかりは（いたらぬくまなし）
- 084 かみにたより
- 085 主の真理は
- 086 み神のめぐみは - 由木康/訳[22]
- 087 めぐみのひかりは（わがゆきなやむ）
- 088 過ぎにしむかしも
- 089 みかみのみむねは（いともくすし）- 由木康/訳[22]
- 090 ここもかみの - 別所梅之助/訳[21]
- 091 とこしえの神は - 中山晶樹/訳[21]
- 092 ああ讃むべきかな
- 093 みかみのめぐみを
- 094 久しく待ちにし（主よ、とく来りて） - 由木康/訳[22]，小泉功/編[23]
- 095 わが心は
- 096 エサイの根より - 中山晶樹/訳[21]
- 097 朝日は昇りて - 奥野昌綱/詞[24]，鳥居忠五郎/曲[23]
- 098 あめにはさかえ
- 099 み子のうまれし - 織田やす/訳[21]
- 100 生けるもの凡て - 由木康/訳[22]
- 101 いずこの家にも
- 102 もろびと声あげ - 中山晶樹/訳[21]
- 103 牧人ひつじを - 津川主一/訳[22]
- 104 きたり聞けよ、み告げを - 由木康/訳[22]
- 105 うるわしの宵よ - 由木康/訳[22]
- 106 あら野のはてに - 由木康/訳[22]
- 107 まぶねのかたえに - 深津文雄/訳[21]
- 108 いざうたえ - 中山晶樹/訳[21]
- 109 きよしこのよる - 由木康/訳[22]
- 110 優しくも愛らしき - 深津文雄/訳[21]
- 111 神の御子は今宵しも
- 112 諸人こぞりて
- 113 み空をはせゆく
- 114 天なる神には
- 115 ああベツレヘムよ
- 116 よろずの星かげ
- 117 きよきしらべ - 笹淵友一/訳[21]
- 118 くしき星よ、やみの夜に
- 119 羊はねむれり - 三輪源造/詞，鳥居忠五郎/曲[23]
- 120 いざうたえ友よ - 由木康/訳[22]
- 121 馬槽のなかに - 由木康/詞，安部正義/曲[23]
- 122 みどりもふかき - 由木康/訳[22]
- 123 ナザレの村にて - 由木康/訳[22]
- 124 みくにをも宝座をも
- 125 わかき預言者 - 友井楨/訳[21]
- 126 風はげしく - 由木康/訳[22]
- 127 あらしになやめる - 三輪源造/訳[21]
- 128 みどりのしたたる
- 129 あがないぬしに - 中山晶樹/訳[21]
- 130 よろこべや、たたえよや - 大畠潔/訳[21]
- 131 わが主はしずかに - 別所梅之助/訳[21]
- 132 めぐみにかがやき
- 133 夜はふけわたりぬ
- 134 いざいざきたりて - 斎藤勇/訳[21]
- 135 十字架のもとには - 由木康/訳[22]
- 136 血しおしたたる - 由木康/訳[22]
- 137 かちうたうたいて - 有賀鉄太郎 /訳[21]
- 138 ああ主は誰がため
- 139 うつりゆく世にも
- 140 いのちのいのちに - 秋元徹/訳[21]
- 141 いたましなげかし - 由木康/訳[22]
- 142 さかえの主イエスの - 由木康/訳[22]
- 143 十字架をあおぎて
- 144 わがたま痛みて - 比屋根安定/訳[21]
- 145 めぐみのときの - 由木康/訳[22]
- 146 ハレルヤ、ハレルヤ、ハレルヤ。（たたかいおわりて）
- 147 よろこびたたえよ - 由木康/訳[22]
- 148 すくいのぬしは
- 149 とこよにわたりていわえ - 中山晶樹/訳[21]
- 150 あくまのしばし
- 151 よろずの民、よろこべや
- 152 陰府のちからは - 鳥居哲/訳[21]
- 153 わがたまよ、きけ - 秋元徹/訳[21]
- 154 地よ、声たかく - 中川景輝/訳[21]
- 155 空はうららに - 別所梅之助/詞，富岡正男/曲[23]
- 156 主は活きたもう
- 157 御国に昇りし - 江原綱一/訳[21]
- 158 あめには御使 永井ゑい子/訳[21]
- 159 あおげや、輝く
- 160 よろこびの調べ - 魚木忠一/訳[21]
- 161 イマヌエルのきみのみ - 中山晶樹/訳[21]
- 162 あまつみつかいよ
- 163 あまつみつかいよ
- 164 こひつじをば
- 165 わが主のこよなき
- 166 イエス君は
- 167 いざやもろともに - 由木康/訳[22]
- 168 イエス君の御名に - 奥野昌綱/訳[21]
- 169 きけよや、ひびく - 三輪源造/訳[21]
- 170 いさみて仰げ
- 171 なおしばしの
- 172 こころして待て
- 173 見よ、主は輝く
- 174 起きよ、夜は明けぬ - 由木康/訳[22]
- 175 われ世にあるまに - 永井ゑい子/訳[21]
- 176 いかりとなげきの - 由木康/訳[22]
- 177 かみの気息よ - 由木康/訳[22]
- 178 きたれやみたまよ - 小塩力・由木康/訳[21]
- 179 よろこびあふるる
- 180 はとのごと降る
- 181 みたまよ、くだりて（あいのほのお）
- 182 来ませ、みたまよ - 由木康/訳[22]
- 183 主のみたま - 青山四郎/訳[21]
- 184 みさかえに入りし
- 185 きよきみたまよ
- 186 めぐみのみたまよ - 由木康/訳[22]
- 187 主よ、いのちの - 由木康/訳[22]
- 188 みかみのことばよ
- 189 世のなかに - 湯谷磋一郎/詞[5]，大中寅二/編[22]
- 190 あめよりくだり

教会
- 191 いともとうとき
- 192 ああなつかし
- 193 みかみをあがめて
- 194 さかえにみちたる
- 195 いのちの君にます主よ - 中山晶樹/訳[21]
- 196 うるわしきは - 藤田昌直/訳[21]
- 197 おこりてたおるる
- 198 父、御子、み霊の（ひとりのみかみよ）
- 199 わが君イエスよ（つみの身は）
- 200 いとしたわしき - 中山晶樹/訳[21]
- 201 ガリラヤに - 大石繁治/訳[21]
- 202 奇しきみすがた - 松崎功/訳[21]
- 203 しずけくやすけき - 丹忠/訳[21]
- 204 すくいの君なる - 由木康/訳[22]
- 205 わが主よ、今ここにて
- 206 主のきよきつくえより
- 207 主イエスよ、こころ - 豊田実/訳[21]
- 208 主よ、御名によりて
- 209 主よ、今みまえに
- 210 きよきところを - 藤本伝吉/詞[5]
- 211 ひつじかいの
- 212 たつや、シオンの
- 213 みどりの牧場に - 藤本伝吉/詞[5]
- 214 北のはてなる
- 215 あしたのひかり
- 216 ああうるわしきシオンのあさ
- 217 あまつましみず - 永井ゑい子/詞[5]
- 218 夜を守る友よ
- 219 おのが道うちすてて - 中山晶樹/訳[21]
- 220 日のてるかぎりは
- 221 もろくにびと - 別所梅之助/訳[21]
- 222 あめなるつかいのうたは
- 223 今しもこの世は
- 224 勝利の主イエスの名と - 大石繁治/訳[21]
- 225 すべてのひとに - 由木康/詞，岡本敏明/曲[22]
- 226 地に住める神の子ら - 海老沢亮/訳[21]
- 227 みそらたかく - 別所梅之助/訳[21]
- 228 ガリラヤの風 - 由木康/詞[22]
- 229 まく者いそしみ - 別所梅之助/訳[21]
- 230 あめつちつくれる - 斎藤潔・由木康/訳[21]
- 231 みかみの統べます - 中川景輝/訳[21]
- 232 めぐみの神よ - 別所梅之助/訳[21]
- 233 主よ、みくにを - 別所梅之助/訳[21]
- 234A 昔主イエスの - 由木康/詞[22]
- 234B 昔主イエスの - 由木康/詞，小泉功/曲[22]
- 235 主のみたみよ - 由木康/訳[22]
- 236 地の上にまことの - ウィリャム・メレル・ヴォリズ/詞曲，別所梅之助/訳[21][23]
- 237 み神のふかき御旨の - 友井楨/訳[21]

信仰の生活
- 238 疲れたる者よ
- 239 さまよう人々
- 240 とざせる門を
- 241 みよ、世を挙り - 由木康/詞，津川主一/曲[23]
- 242 なやむものよ - 三井勇/訳[21]
- 243 ああ主のひとみ - 梅田信治・井置利男/詞[25]，高田早穂見/曲[23]
- 244 行けどもゆけども - 長坂鑒次郎/詞[26]，小山章三/曲[22]
- 245 おもいいずるも - 松本総吾/詞[5]，小泉功/曲[23]
- 246 かみのめぐみは（かぎりなくとも）
- 247 檻をはなれ
- 248 ペテロのごとく
- 249 われつみびとの
- 250 つみのちから - 友井楨/訳[21]
- 251 ただ主を仰ぎ - 別所梅之助/訳[21]
- 252 主よ、今わが身は - 笹倉彌吉/訳[21]
- 253 みおしえ聞きつつ - 魚木忠一/訳[21]
- 254 父のみかみよ（みまえにふして）- 三輪源造/訳[21]
- 255 灰と塵との
- 256 つみのやみ - 葛葉国子/詞，大中寅二/曲[23]
- 257 十字架のうえに - 由木康/訳[22]
- 258 貴きみかみよ - 中山晶樹/訳[21]
- 259 天なる主イエスの - 伊藤恕/訳[21]
- 260 千歳の岩よ
- 261 みやこの外なる
- 262 十字架のもとぞ - 由木康/訳[22]
- 263 よろこばしき
- 264 うえなくとうとき - 比屋根安定/訳[21]
- 265 世びとの友となりて - 海老沢亮/訳[21]
- 266 この世はわれに - 江原綱一/訳[21]，小泉功/編[23]
- 267 神はわがやぐら - 湯谷磋一郎/訳[21]
- 268 まごころもて
- 269 つみの重荷を
- 270 信仰こそ旅路を - 比屋根安定/訳[21]
- 271 いさおなき我を
- 272 ナザレのふせやに
- 273 わがたましいを
- 274 世人こぞりて - 由木康/訳[22]
- 275 つよき神の子 - 由木康/訳[22]
- 276 ひかりとやみとの - 高瀬恒徳/訳[21]
- 277 わがたまをいつくしみて - 村岡花子/訳[21]
- 278 わが主の御姿 - 別所梅之助/詞[5]
- 279 世のほこる - 小林美穂/詞，小泉功/曲[23]
- 280 わが身ののぞみは
- 281 いざ主の御腕よ - 江原綱一/訳[21]
- 282 み栄えは主にあれ - 由木康/詞，小泉功/曲[23]
- 283 河べの樹に - 由木康/訳[22]
- 284 主のとうときみことばは
- 285 主よ、み手もて
- 286 かみはわがちから
- 287 イエス君の御名は
- 288 たえなるみちしるべの - 三輪源造/訳[21]
- 289 みこころならずば - 由木康/訳[22]
- 290 よろずを治らす - 由木康/訳[22]
- 291 主にまかせよ - 由木康/訳[22]
- 292 はてしも知れぬ
- 293 知恵とちからの - 奥野昌綱/詞，松田孝一/曲[23]
- 294 みめぐみゆたけき - 松山高吉/訳[21]
- 295 やすしや、罪の世にも
- 296 こころみのあらし
- 297 あまつよろこび - 別所梅之助/訳[21]
- 298 やすかれ、わがこころよ - 笹淵友一/訳[21]
- 299 うき世のさかえは
- 300 み空のかなたに
- 301 山べにむかいてわれ - 別所梅之助/詞[5]
- 302 み神の風をば - 由木康/訳[22]
- 303 めぐみのみちかい - 脇屋義人/詞，小林福子/曲[23]
- 304 真実なるみかみを - 中山晶樹/訳[21]
- 305 わがものすべては - 宮川勇/詞，鳥居忠五郎/曲[23]
- 306 今日までこの身を - 平林広人/訳[21]
- 307 月のかげは
- 308 いのりは口より - 植村正久/訳[21]
- 309 つみのなわめ - 別所梅之助/訳[21]
- 310 しずけきいのりの
- 311 花のあけぼのも
- 312 いつくしみ深き
- 313 この世のつとめ - 由木康/詞，津川主一/曲[23]
- 314 つかれしものは
- 315 うき世のあらなみ
- 316 主よ、こころみ
- 317 ガリラヤの湖畔 - 池沢駿太郎/訳[21]
- 318 主よ、主のみまえに - 由木康/訳[22]
- 319 わずらわしき世を - 植村正久/訳[21]
- 320 主よ、みもとに
- 321 わが主イエスよ（ひたすら）
- 322 神よ、おじかの
- 323 よしや世のひと - 奥野昌綱/詞[24]
- 324 主イエスはすくいを - 中山晶樹/訳[21]
- 325 主イエスを死より - 中川景輝/訳[21]
- 326 ひかりにあゆめよ
- 327 あだはかこむとも
- 328 いさみ進まん - 友井楨/訳[21]
- 329 みまねきかしこし - 霜越四郎/詞[24]，植本一雄/曲，小泉功/編[23]
- 330 あめなるわが家を
- 331 主にのみ十字架を
- 332 主はいのちを
- 333 主よ、われをば - 由木康/訳[22]
- 334 いつわりの世に - 中山晶樹/訳[21]
- 335 すくいぬしの - 中山晶樹/訳[21]
- 336 主イエスよ、十字架を
- 337 わが生けるは
- 338 主よ、おわりまで
- 339 君なるイエスよ
- 340 ただ主をたたえて - 別所梅之助/訳[21]
- 341 きよけきこころを - 鈴木正久/訳[21]
- 342 主よ、主の愛をば
- 343 こよなきめぐみの
- 344 とらえたまえ、わが身を - 比屋根安定/訳[21]
- 345 義の太陽は - 由木康/詞，中田羽後/曲[23]
- 346 たえにうるわしや - 由木康/訳[22]
- 347 心にしのぶも
- 348 ならびもなく
- 349 うえもなきすくいぬしよ - 別所梅之助/訳[21]
- 350 わが主よ、神よ
- 351 友という友は
- 352 あめなるよろこび
- 353 いずみとあふるる - 由木康/訳[22]
- 354 牧主わが主よ
- 355 主を仰ぎ見れば - 宮川勇/詞[24]，土屋初枝/曲，木岡英三郎/編[23]
- 356 わが君イエスよ、みゆるしなくば - 奥野昌綱/詞[5]
- 357 ちからのみかみよ - 別所梅之助/訳[21]
- 358 こころみの世にあれど - 江口忠八/訳[21]
- 359 夕日はかくれて
- 360 疲れしこころを - 小野村林蔵/訳[21]
- 361 主にありてぞ - 別所梅之助/訳[21]
- 362 寄せくるこの世の - 由木康/訳[22]
- 363 わがたま覚めて（せつにいのれ）- 鈴木正久・由木康/訳[21]
- 364 しのべ、しのべ - 由木康/訳[22]
- 365 わが主イエスよ（あいの御手に）
- 366 父の御神よ（わが世の旅路）- 大中寅二/曲[23]
- 367 木工のわざをば - 友井楨/訳[21]
- 368 つとめいそしめ
- 369 はたらきびとに - 別所梅之助/訳[21]
- 370 めさめよ、わが霊（こころ励み）
- 371 かりいれ人よ
- 372 ひたいを落つる - 藤本伝吉/詞，松田孝一/曲[23]
- 373 うれしや春べは - 宮川勇/詞[24]，三宅洋一郎/曲[23]
- 374 主イエスにならいて
- 375 見よ、むらがる - 友井楨/訳[21]
- 376 正義の君なる
- 377 時代のゆうべは - 由木康/詞，岡本敏明/曲[23]
- 378 あさ日とかがやく - 伊藤恕/訳[21]
- 379 見よや、十字架の
- 380 たてよ、いざたて
- 381 ちからのかぎりに - 中山晶樹/訳[21]
- 382 いざやともに（いさみてすすめ）- 竹内信/訳[21]
- 383 十字の旗掲げて - 平林広人/訳[21]
- 384 我こそ十字架の
- 385 うたがい迷いの - 由木康/訳[22]
- 386 みつかいよ、ひとびとよ - 豊田実/訳[21]
- 387 みかみのことばを - 岩村清四郎/訳[21]
- 388 みむねのまにまに - 友井楨/訳[21]
- 389 敵を愛せよとの - 由木康/訳[22]
- 390 やさしく友をむかえよ - 別所梅之助/訳[21]
- 391 ナルドの壺 - 友井楨/訳[21]
- 392 神のみこえは - 別所梅之助/訳[21]
- 393 かみのひかりは - 由木康/訳[22]
- 394 シオンの丘の -豊田実/詞，小泉功/曲[23]
- 395 奉仕こそとうとけれ - 友井楨/訳[21]
- 396 なやみのあらぬを
- 397 やまいの床にも - 奥野昌綱/詞[5]
- 398 わがなみだ - 葛葉国子/詞，大中寅二/曲[23]
- 399 なやむものよ、とく立ちて
- 400 主よ、わが痛みの - 友井楨/詞，岡本敏明/曲[23]
- 401 主イエスのめぐみと - 別所梅之助/訳[21]
- 402 主のしもべの
- 403 かみによりて
- 404 山路こえて - 西村清雄/詞[24]
- 405 かみともにいまして
- 406 友とわかるる - 豊田実/詞[24]
- 407 涯しも知られぬ（青海原をも）
- 408 笑まいも涙も
- 409 小止みもあらぬ
- 410 鳴れかし鐘の音 - 別所梅之助/訳[21]
- 411 すべしらす神よ
- 412 きかずや明星 - 三輪源造/詞，岡本敏明/曲[23]
- 413 父のみかみよ（この年も）
- 414 あらたまの - 宮川勇/詞，鳥居忠五郎/曲[23]
- 415 わがやまとの - 松山高吉/詞[5]
- 416 くすしき恵みを - 山室武甫/詞，岡本敏明/曲[23]
- 417 久しく待ちにし（ひかりの日は） - 中山晶樹/訳[21]
- 418 こころに自由と - 竹内信/訳[21]
- 419 主イエスにありては - 河井道子/訳[21]
- 420 世界のおさなる - 鳥居哲・由木康/訳[21]
- 421 み神のみむねは（げにもひろく）- 別所梅之助/訳[21]
- 422 われらたがやし
- 423 よろこびうたえ
- 424 「春よ、おきよ」と
- 425 ほめまつれ - 斎藤勇/訳[21]
- 426 ほがらかに - 長谷川初音/詞[24]，森本芳雄/曲[23]
- 427 月日のながれ - 福田憲之/詞，中田一次/曲[23]
- 428 またき愛たまう神よ - 長谷川初音/訳[21]
- 429 あいの御神よ
- 430 妹背をちぎる - 松山高吉/詞[24]
- 431 君を知る家のさちよ - 岡本政孝/訳[21]
- 432 わが家庭よ - 由木康/訳[22]
- 433 みどりの柴に - 藤本伝吉/詞[5]
- 434 みかみを父と - 湯谷磋一郎/詞[5]
- 435 波風あらぶる - 宮川勇/詞，今川節/曲[23]
- 436 恵みのこの日に - 長谷川初音/訳[21]
- 437 子をおもう - 長谷川初音/詞，岡本敏明/曲[23]
- 438 わがまくらべに - 竹林照子/詞[24]，林良夫/曲[23]
- 439 はるかなる - 友井楨/詞，鳥居忠五郎/曲[23]
- 440 み神のたまいし（こころの玉を）- 松山高吉/詞[5]
- 441 のぞみの星の - 舟橋雄/詞，松田孝一/曲[23]
- 442 かがやく宝座を
- 443 神をあがめ - 三輪源造/訳[21]
- 444 世のはじめ - 斎藤勇/訳[21]
- 445 御神とともにすすめ - 由木康/訳[22]
- 446 神よりいずる - 小出正吾/訳[21]
- 447 勇めや、はらから - 別所梅之助/訳[21]
- 448 みめぐみを身にうくれば - 別所梅之助/訳[21]
- 449 あめつちの主なる
- 450 わかき日のみちを - 由木康/訳[22]
- 451 あめつちの君なる主よ - 由木康/訳[22]
- 452 ただしく清くあらまし - 由木康/訳[22]
- 453 きけや愛の言葉を - 由木康/訳[22]
- 454 うるわしき朝も
- 455 ちさき星は
- 456 ひと日を終え - 山室民子/訳[21]
- 457 たのしきこえを - 三井勇/訳[21]
- 458 再び主イエスの
- 459 イエス君、イエス君（わが身をまもり）
- 460 おさなき子らよ - 大石繁治/訳[21]
- 461 主われを愛す
- 462 ゆうべのいのり
- 463 ささやかなる - 永井ゑい子/訳[21]
- 464 いずみのほとりに - 由木康/訳[22]
- 465 うれしき朝よ - 由木康/訳[22]
- 466 この世は花園 - 三輪源造/詞[5]
- 467 おもえばむかしイエス君
- 468 木枯らしの風 - 笹淵友一/訳[21]
- 469 ダビデの村の

永生
- 470 信もて世とたたかいて
- 471 こころおだやかに
- 472 そぼふる小雨の
- 473 とうときわが主よ
- 474 ああ逝きぬ
- 475 うき世のたび
- 476 ややに移りきし
- 477 イエス君にありて
- 478 海ゆくとも
- 479 去りにしひとを - 植村正久/詞[5]
- 480 おくつき所よ
- 481 栄えにかがやく（宝座をめぐりて）- 由木康/訳[22]
- 482 なつかしくも
- 483 主とともならん
- 484 真玉しらたま
- 485 母なるみやこよ - 小出正吾/訳[21]
- 486 ものはかわり、世は移れど
- 487 しずかにゆう日の
- 488 はるかにあおぎ見る
- 489 きよき岸べに
- 490 あまつみくには

雑
- 491 きよき朝よ - 三輪源造/訳[21]
- 492 かみのめぐみは（いとたかし）
- 493 つみの淵におちいりて
- 494 わが行くみち
- 495 イエスよ、この身を
- 496 うるわしの白百合 - 小泉功/編[23]
- 497 あめなる日月は
- 498 ああみたまよ
- 499 御霊よ、降りて（むかしの如く）
- 500 みたまなるきよきかみ
- 501 生命のみことば
- 502 いともかしこし
- 503 はるのあした - 永井ゑい子/訳[21]
- 504 実れる田の面は
- 505 たえなる恵みや - 松山高吉/訳[21]
- 506 たえなる愛かな
- 507 ふかきみむねを
- 508 主よ、日に日に
- 509 世のたのしみ
- 510 まぼろしの影を追いて
- 511 みゆるしあらずば
- 512 わがたましいの
- 513 あめにたから
- 514 よわきものよ
- 515 十字架の血に
- 516 主イエスを知りたる
- 517 「われに来よ」と主は今 - 小泉功/訳[22]
- 518 いのちのきずなの
- 519 わがきみイエスよ（うき世のふなじ）
- 520 しずけき河のきしべを
- 521 イエスよ、こころに宿りて
- 522 みちにゆきくれし
- 523 身に負いえぬ
- 524 イエス君、イエス君（みすくいに）- 松山高吉/訳[21]
- 525 めぐみふかき
- 526 主よ、わが主よ
- 527 わがよろこび、わがのぞみ
- 528 かみの秘めたもう
- 529 ああうれし、わが身も
- 530 うき世の嘆きも
- 531 こころの緒琴に
- 532 ひとだびは死にし身も
- 533 くしき主の光
- 534 ほむべきかな
- 535 今日をも送りぬ
- 536 むくいをのぞまで
- 537 わが主のみまえに - 奥野昌綱/詞[24]
- 538 過ぎゆくこの世

頌栄
- 539 あめつちこぞりて
- 540 みめぐみあふるる
- 541 父、み子、みたまの（おおみかみに）
- 542 世をこぞりて
- 543 主イエスのめぐみよ
- 544 あまつみたみも

讃詠
- 545 父の御神に
- 546 聖なるかな - 由木康/訳[22]，小泉功/編[23]
- 547 いまささぐる
- 548 ささげまつる - 由木康/訳[22]
- 549 主はそのきよき宮に
- 550 主は、わが牧者なれば
- 551 我らをあわれみ、さきわいたまえ
- 552 わがたまよ、主をほめよ
- 553 われ山に向いて
- 554 ほむべきかな、主なるイスラエルの
- 555 いざ我ら主にむかいて
- 556 新しき歌を、主にむかいて
- 557 全地よ、主にむかいて
- 558 あれ野に水はわきて
- 559 わがこころ、主をあがめ
- 560 主よ、今こそみことばのままに
- 561 我らの過越
- 562 いとたかきところには
- 563 神よ、われら汝をたたえ - 由木康/訳[22]
- 564 天にまします我らの父よ - 小泉功/編[23]
- 565 天にまします父よ
- 566 我は天地の造り主 - 小泉功/編[23]
- 567 アーメン